# Kálmán Kalocsay
Kálmán Kalocsay (Abaújszántó, 6 ottobre 1891 – Budapest, 27 febbraio 1976) è stato un esperantista, poeta e traduttore ungherese.
Fu una fra le figure più importanti della letteratura in lingua esperanto. Il suo nome è spesso esperantizzato come Kolomano; durante la sua carriera adottò inoltre gli pseudonimi di C. E. R. Bumy, Kopar, -y, Alex Kay, K. Stelov, Malice Pik e Peter Peneter.
Kalocsay studiò Medicina e successivamente divenne infettivologo capo presso un importante ospedale di Budapest. Durante la sua giovinezza apprese sia l'esperanto che l'ido, ma si accostò maggiormente al primo, in cui vide un maggiore potenziale letterario.
Nel 1921 fu pubblicato il suo primo volume di poesie originali, Mondo kaj koro ("Mondo e cuore"). Passati oltre dieci anni apparve la sua collezione Streĉita kordo ("Corda tesa"), considerata una delle maggiori raccolte di poesie dell'intera letteratura esperantista. Pubblicò inoltre Rimportretoj ("Piccoli ritratti in rima"), poemetti di spirito dedicati ai maggiori esponenti del movimento esperantista di allora.
Molti vedono in lui l'autore della collezione di sonetti erotici Sekretaj sonetoj ("Sonetti segreti"), pubblicata sotto lo pseudonimo di Peter Peneter.
Kalocsay guidò il mondo letterario esperantista tramite la rivista Literatura mondo (che successivamente divenne anche casa editrice). Il gruppo di scrittori che si formò attorno alla rivista durante gli anni 1920 e 1930 è noto come la scuola di Budapest.
I lavori di Kalocsay nell'ambito della teoria linguistica e letteraria includono la monumentale Plena gramatiko de esperanto (Grammatica completa di esperanto) e il Parnasa gvidlibro (Guida di Parnaso), scritti in collaborazione con Gaston Waringhien, oltre al trattato di stile Lingvo stilo formo (Lingua stile forma).
Kalocsay pubblicò l'Enciklopedio de esperanto (Enciclopedia di esperanto) in due volumi.
Grande commentatrice della vita di Kalocsay, nonché sua erede, fu Ada Csiszár.

## Opere

### Raccolte di poemi originali

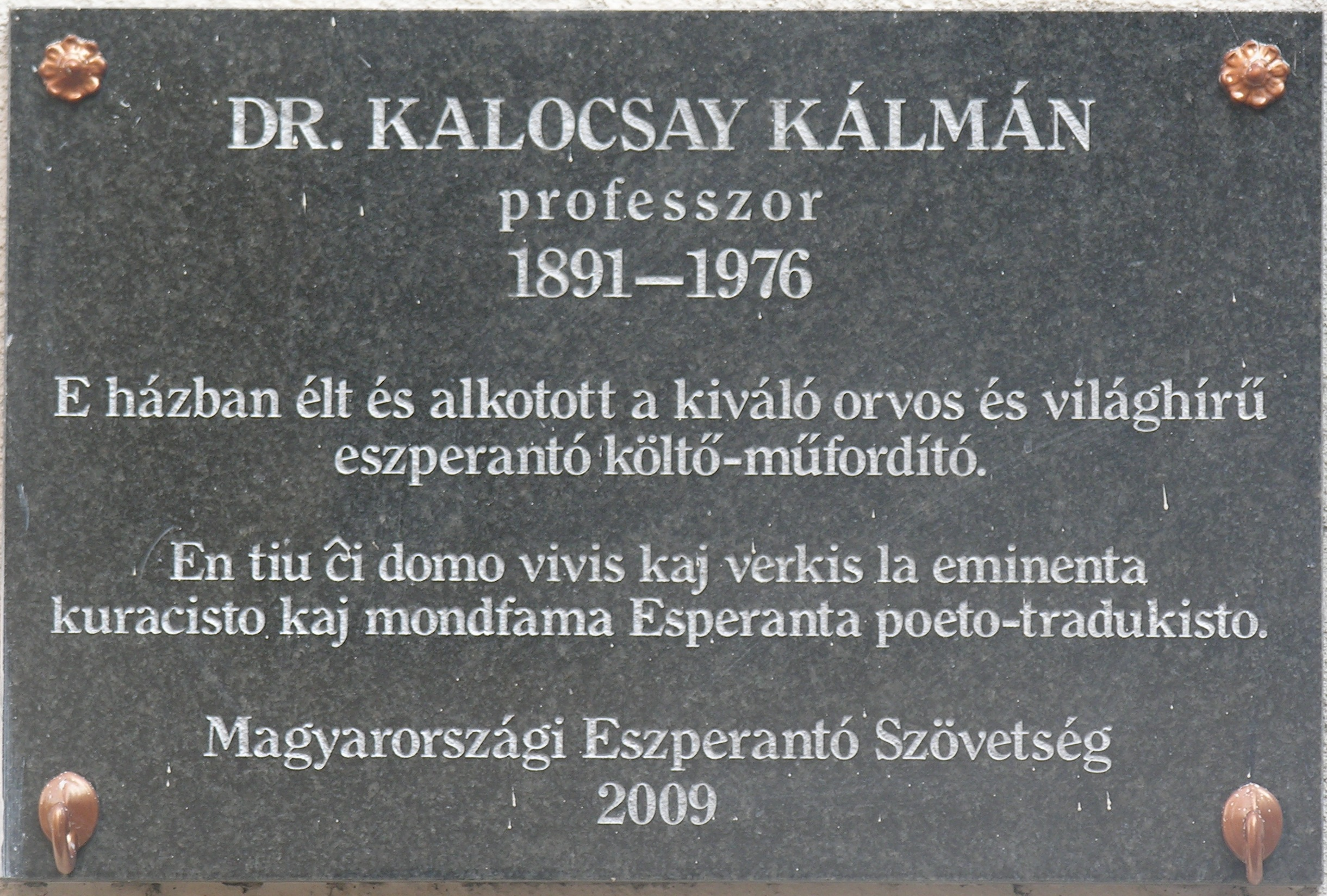
Lapide di Kálmán a Budapest: "In questa casa visse e scrisse l'eminente dottore e il poeta-traduttore esperantista di fama mondiale."

- Dek elektitaj poemoj (da Streĉita kordo), 1976
- Dissemitaj floroj, 2005
- Izolo, 1977
- La dekdu noktoj de satano, 1990
- La kremo de Kalocsay, 1971
- Libro de amo (con lo pseudonimo di Peter Peneter), 1969
- Mondo kaj koro, 1921, 1981
- Postrikolto, 2004
- Rimportretoj, 1934
- Sekretaj sonetoj, 1932, 1989
- Streĉita kordo, 1931, 1978
- Versojn oni ne aĉetas, 1992

### Romanzi
- Mia penso , pubblicata in Norda Prismo 1957/4 p. 182-185. e intitolata come una nota poesia di Ludwik Lejzer Zamenhof

### Traduzioni
- Arthistorio (di Hekler), prosa 1934
- Du kokcineloj (di Géza Gárdonyi), prosa, 1923
- Eterna bukedo - antologia di poesie tradotte da 22 lingue, 1931
- Ezopa saĝo (ripubblicato come EZOPO) 1956, 1978
- Fabelarbo (da filastrocche di Zsigmond Móricz), 2003
- Hungara antologio, 1933, 1983;
- Infero (di Dante), 1933, 1979
- Johano la Brava (di Sándor Petőfi), 1923, 1948, 1984, bildrakonto 2001
- Kantanta kamparo (canti popolari), 1922
- Kantoj kaj romancoj (di Heine) in collaborazione con Waringhien, 1969
- La Floroj de l'malbono (di Baudelaire) (traduzione collettiva), 1957
- La paĝio de l'reĝino (pezzo teatrale di Jenő Heltai-Emil Makai), 1922
- La Tempesto (di Shakespeare), 1970
- La Taglibro (di Goethe), 1984
- La Tragedio de l'Homo (di Madách), 1924 (riedita nel 1965)
- Libero kaj Amo (di Sándor Petőfi), 1970
- Morgaŭ matene (di Frigyes Karinthy), prosa, 1923
- Ni kantu! 1928, 2000
- Reĝo Lear (di Shakespeare), 1966
- Romaj Elegioj, La Taglibro (di Goethe), 1932
- Rozinjo (di Török) - pezzo teatrale 1938, 1977
- Somermeznokta sonĝo (di Shakespeare)
- Tutmonda Sonoro - antologia di poesia tradotta da 30 lingue in due volumi, 1981
- Vivo de Arnaldo (di Mussolini) - prosa 1934

### Libri
- Dekdu poetoj (1934)
- Naŭ poetoj (1938, riedito nel 1989)

### Opere sulla lingua e miscellanea
- 8000 frazeologiaj esprimoj (con Ada Csiszár, frasario modolingue), 2003
- Arĝenta Duopo (volume scritto con Julio Baghy per i 50 anni dei due), 1937
- Dek prelegoj 1985
- Diino Hertha 1992
- DOMFABRIKO: 6000 frazeologiaj esprimoj hungaraj-Esperantaj (scritto con Ada Csiszár), 1975
- Eszperantó nyelvtan (in lingua ungherese), 1948
- Kiel verki kaj traduki - 1979
- La gramatika karaktero de esperantaj radikoj, 1938, 1980
- Lingvo stilo formo, studoj 1931, 1963, 1970
- Ora Duopo (volume giubilare scritto con Julio Baghy), 1966
- Parnasa gvidlibro (scritto con Waringhien), 1932, 1968, 1984
- Plena analiza gramatiko (scritto con Waringhien), 1980
- Plena gramatiko, sintassi e formazione delle parole, 1935, 1938, 1958-1964
- Rendszeres eszperantó nyelvan (in ungherese), 1966, 1968, 2004
- Sendemandaj respondoj Sezonoj 1992
- Vojaĝo inter la tempoj, Stafeto 1966